# 屯田站 (京畿道)
屯田站（：／ Dunjeon yeok */?）是龍仁輕軌沿線的一座高架車站，位於韓國京畿道龍仁市處仁區蒲谷邑。

## 車站結構
站體為2面2線側式月台的高架車站，候車月台設有月台幕門。

### 月台配置
| 洑坪 ↑          |
| \| 上           |
| ↓ 前垈·愛寶樂園 |

| 月台 | 路線        | 目的地                 |
| ---- | ----------- | ---------------------- |
| 上行 | ●龙仁轻电铁 | 金良場、東栢、器興方向 |
| 下行 | ●龙仁轻电铁 | 前垈·愛寶樂園方向      |

## 歷史
- 2013年4月26日：落成啟用。

## 車站周邊
- 屯田初等學校
- 屯田第一初等學校
- 英門中學
- 蒲谷邑體育公園
- 韓國陸軍第55步兵師團（朝鲜语：제55향토보병사단）新兵訓練營

## 圖片

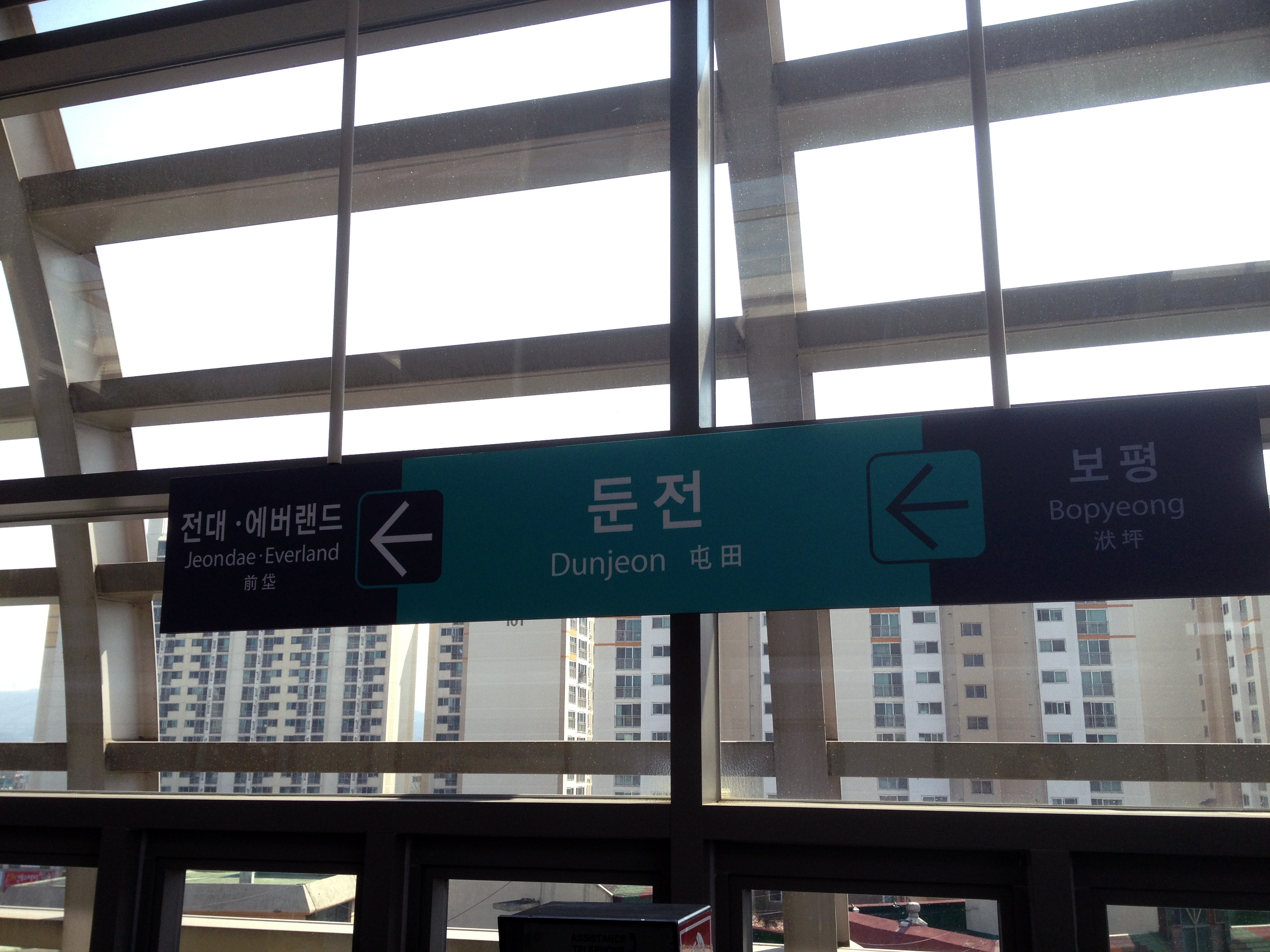
站名牌
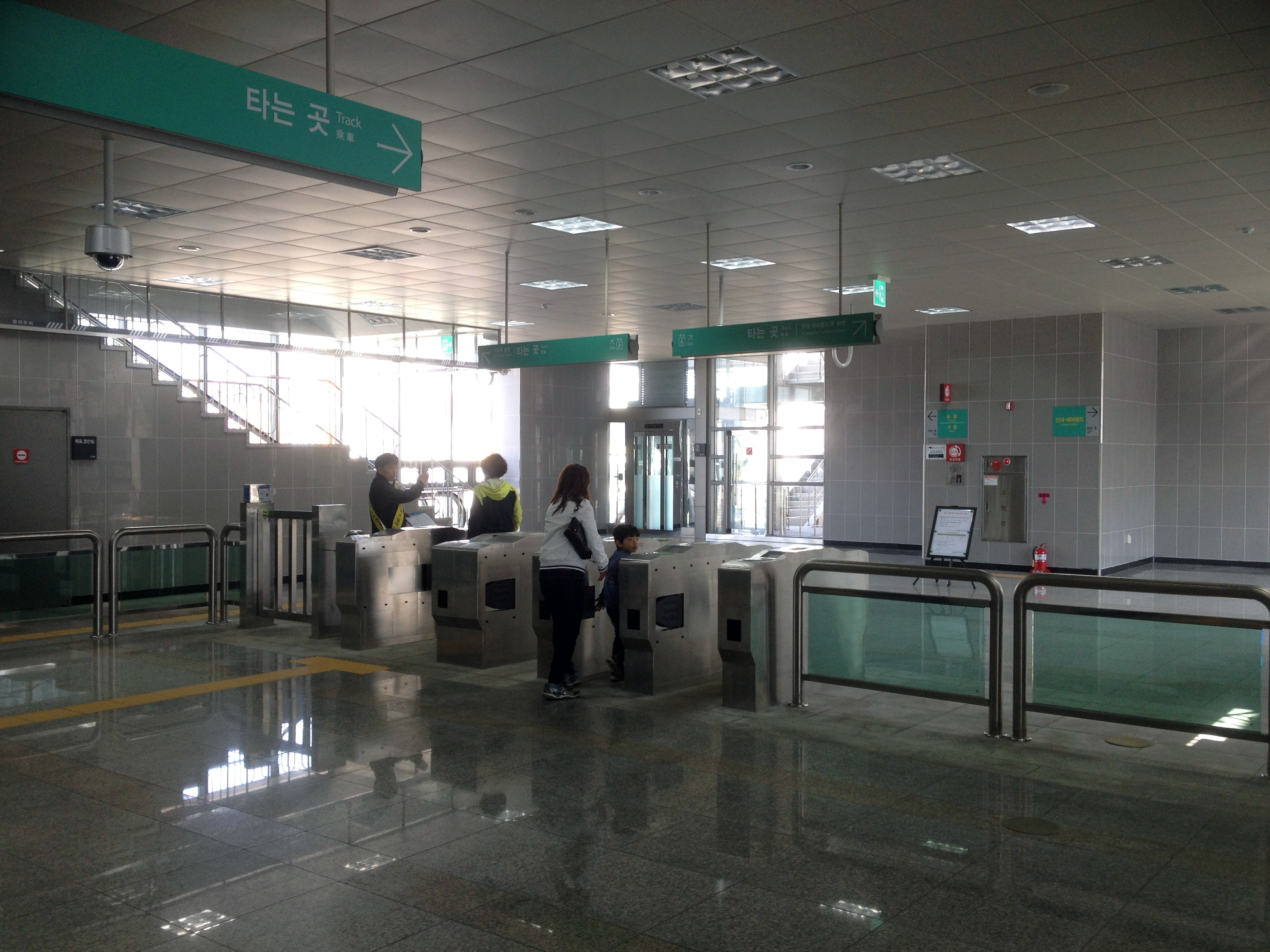
剪票閘口
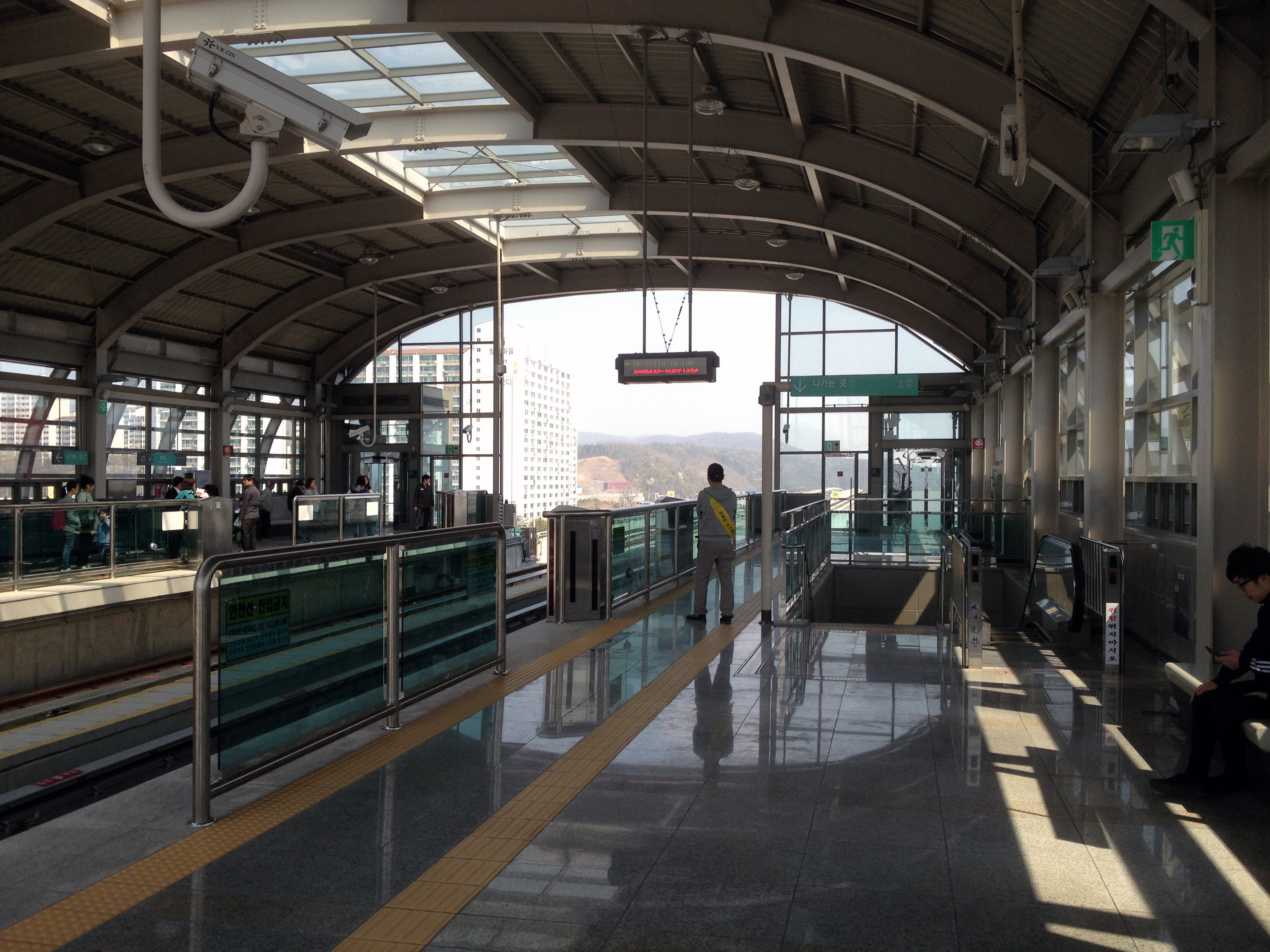
候車月台（裝設月台門前）

## 相鄰車站
龍仁輕量電鐵
●龙仁轻电铁
洑坪（Y122）－屯田（Y123）－前垈·愛寶樂園（Y124）